# Agnes av Württemberg
Agnes av Württemberg, född den 13 oktober 1835, död den 10 juni 1886, var en tysk författare. Hon skrev under pseudonymen Angelica Hohenstein.
Württemberg föddes i Bad Carlsruhe i Övre Schlesien. Hon var dotter till Eugen av Württemberg. Agnes av Württemberg grundade flera föreningar och organisationer som bär hennes namn.

### Fotnoter
1. ↑  Darryl Roger Lundy, The Peerage, The Peerage person-ID: p11060.htm#i110593, läst: 9 oktober 2017.[källa från Wikidata]
2. ↑  Gemeinsame Normdatei, läst: 10 december 2014.[källa från Wikidata]
3. ↑  läs online, www.bergkirche-schleiz.de , läst: 17 mars 2017.[källa från Wikidata]
4. ↑  The Peerage person-ID: p11060.htm#i110593, läst: 7 augusti 2020.[källa från Wikidata]
5. ↑  Darryl Roger Lundy, The Peerage.[källa från Wikidata]
6. ↑  Hohenstein, Angelica i Lexikon deutscher Frauen der Feder, läst 2017-06-20 (tyska)